# Município de Marion (condado de Mercer, Ohio)
O município de Marion (em inglês: Marion Township) é um município localizado no condado de Mercer no estado estadounidense de Ohio. No ano de 2010 tinha uma população de 2.970 habitantes e uma densidade populacional de 27,66 pessoas por km².

## Geografia
O município de Marion encontra-se localizado nas coordenadas 40° 23′ 57″ N, 84° 31′ 01″ O. Segundo o Departamento do Censo dos Estados Unidos, o município tem uma superfície total de 107.36 km², da qual 107,25 km² correspondem a terra firme e (0,1 %) 0,11 km² é água.

## Demografia
Segundo o censo de 2010, tinha 2.970 habitantes residindo no município de Marion. A densidade populacional era de 27,66 hab./km². Dos 2.970 habitantes, o município de Marion estava composto pelo 99,53 % brancos, o 0,03 % eram afroamericanos, o 0,1 % eram asiáticos, o 0,2 % eram de outras raças e o 0,13 % eram de uma mistura de raças. Do total da população o 0,51 % eram hispanos ou latinos de qualquer raça.